# Svemirski teleskop Spicer
Svemirski teleskop Spicer, ranije Instalacija svemirskog infracrvenog teleskopa (engl. Space Infrared Telescope Facility - SIRTF), bio je infracrveni svemirski teleskop lansiran 2003. godine i izveden iz upotrebe 30. januara 2020.
Planirani period misije trebalo je da bude 2,5 godine sa očekivanjem pre lansiranja da bi se misija mogla produžiti na pet ili malo više godina dok se ne iscrpi zaliha tečnog helijuma na brodu. To se dogodilo 15. maja 2009. Bez tečnog helijuma za hlađenje teleskopa na vrlo niske temperature potrebne za rad, većina instrumenata više nije bila upotrebljiva. Međutim, dva modula najkraćih talasnih dužina IRAC kamere nastavili su da rade sa istom osetljivošću kao pre iscrpljivanja kriogena i nastavili su da se koriste početkom 2020. u Spicerovoj toploj misiji. Ispitivanja pred lansiranje sprovedena su kako bi se utvrdile očekivane performanse opreme u ovom stanju, zajedno sa testovima na Univerzitetu u Ročesteru, koji su potvrdili kontinuiranu sposobnost detektora. Tokom tople misije, dva kanala talasnih dužina IRAC-a radila su na 30 K, za koje se predviđalo da će doživeti malu ili nikakvu degradaciju u poređenju sa nominalnom misijom. Spicerovi podaci, kako iz primarne, tako i iz tople faze, arhivirani su u Infracrvenoj naučnoj arhivi (IRSA).
U skladu sa NASA-inom tradicijom, teleskop je preimenovan nakon uspešne demonstracije rada, 18. decembra 2003. Za razliku od većine teleskopa koje je imenovao odbor naučnika, obično po poznatim preminulim astronomima, novo ime za SIRTF proizašlo je iz takmičenja otvorenog za širu javnost. Takmičenje je dovelo do toga da je teleskop imenovan u čast astronoma Limana Spicera, koji je promovisao koncept svemirskih teleskopa tokom 1940-ih. Spicer je 1946. godine napisao izveštaj za RAND korporaciju opisujući prednosti vanzemaljske opservatorije i kako bi to moglo biti ostvareno raspoloživom ili predstojećom tehnologijom. On je predložen zbog svog pionirskog doprinosa raketnoj tehnologiji i astronomiji, kao i „zbog svoje vizije i vođstva u artikulisanju prednosti i koristi koje se mogu ostvariti Programom svemirskog teleskopa”.
Spicer koji je koštao 776 miliona dolara lansiran je 25. avgusta 2003. u 05:35:39 UTC sa Kejp Kanaverala SLC-17B na raketi Delta  7920H.
On je postavljen je u heliocentričnu orbitu (za razliku od geocentrične) koja kasni i udaljava se od Zemljine orbite sa otprilike 0,1 astronomske jedinice godišnje (orbita koja „prati Zemlju”). Primarno ogledalo je prečnika 85 cm (33 in), f/12, napravljeno je od berilijuma i bilo je hlađeno na 5,5 K (−268 °C; −450 °F). Satelit sadrži tri instrumenta koji su mu omogućavala da vrši astronomsko snimanje i fotometriju od 3,6 do 160 mikrometara, spektroskopiju od 5,2 do 38 mikrometara i spektrofotometriju od 5 do 100 mikrometara.

## Istorija
Početkom 1970-ih astronomi su počeli da razmatraju mogućnost postavljanja infracrvenog teleskopa iznad zaklanjajućih efekata Zemljine atmosfere. Godine 1979, izveštaj Nacionalnog istraživačkog saveta Nacionalne akademije nauka, Strategija svemirske astronomije i astrofizike za 1980-te, identifikovao je Instalaciju svemirskog infracrvenog teleskopa (SIRTF) kao „jedan od dva glavna astrofizička objekta [koji trebaju da budu razvijeni] za Spejslab”, šatl platformu. Predviđajući značajne rezultate od predstojećeg satelita Ekplorer i od misije Šatl, izveštaj je takođe favorizovao „proučavanje i razvoj ... dugotrajnih svemirskih letova infracrvenih teleskopa ohlađenih na kriogene temperature.”
Lansiranje Infracrvenog astronomskog satelita, januara 1983. godine, koji su zajednički razvili Sjedinjene Države, Holandija i Velika Britanija, radi izvođenja prvog infracrvenog istraživanja neba, podstaklo je apetite naučnika širom sveta za dodatne svemirske misije zasnovane na brzim poboljšanjima tehnologije infracrvenih detektora.
Većina ranih koncepata predviđala je ponovljene letove u NASA-inom spejs šatlu. Ovaj pristup razvijen je u eri kada se očekivalo da Šatl program podrži nedeljne letove u trajanju do 30 dana. Predlog agencija NASA iz maja 1983. godine opisao je SIRTF kao misiju povezanu sa šatlom, sa teretom evoluirajućih naučnih instrumenata. Očekivalo se nekoliko letova sa mogućim prelaskom u prošireni način rada, verovatno u saradnji sa budućom svemirskom platformom ili svemirskom stanicom. SIRTF bi bio jenometarske klase, kriogeno hlađena, višekorisnička instalacija, koja se sastoji od teleskopa i pripadajućih instrumenata žižne ravni. On bi bio lansiran pomoću spejs šatla i ostao bi pričvršćen za šatl kao svemirski laboratorijski teret tokom astronomskih posmatranja, nakon čega bi bio vraćen na Zemlju radi obnove pre ponovnog leta. Očekivalo se da će se prvi let dogoditi oko 1990. godine, a sledeći letovi su trebali da počnu približno godinu dana kasnije. Međutim, let Spejslab-2 na letelici STS-51-F je pokazao da okruženje šatla slabo pogoduje ugrađenom infracrvenom teleskopu zbog zagađenja iz relativno „prljavog” vakuuma asociranog sa orbiterima. Do septembra 1983. NASA je razmatrala „mogućnost dugotrajne [slobodno-leteće] misije SIRTF”.
Spicer je jedina od Velikih opservatorija koju nije lansirana pomoću Spejs-šatla, kako je prvobitno bilo predviđeno. Međutim, nakon katastrofe Čelendžera 1986. godine, gornji segmenti Kentauraa LH2–LOX, koji bi bili potrebna da se postavi u svoju konačnu orbitu, zabranjeni su za upotrebu sa šatlom. Misija je pretrpela niz redizajniranja tokom 1990-ih, prvenstveno zbog budžetskih razloga. To je rezultiralo mnogo manjom, ali i dalje potpuno opremljenom misijom koja bi mogla da koristi manju potrošnu raketu Delta II.

## Spoljašnje veze
- Spitzer Space Telescope at NASA.gov
- Spitzer Space Telescope at Caltech.edu
- Spitzer Space Telescope Архивирано на веб-сајту  (7. децембар 2015) by NASA's Solar System Exploration
- GLIMPSE/MIPSGAL image viewer at Alienearths.org
- " Spitzer Space Telescope: Discovering "More Things in the Heavens" with NASA's Spitzer Project Scientist Michael Werner", 'Bridging the Gaps: A Portal for Curious Minds', 2019